# Pierre Labarelle
Pierre Labarelle (Mulhouse, 19 de septiembre de 1982) es un deportista francés que compitió en piragüismo en la modalidad de eslalon.
Ganó cuatro medallas de oro en el Campeonato Mundial de Piragüismo en Eslalon entre los años 2005 y 2014, y seis medallas en el Campeonato Europeo de Piragüismo en Eslalon entre los años 2007 y 2014.

## Palmarés internacional
| Campeonato Mundial | Campeonato Mundial             | Campeonato Mundial | Campeonato Mundial |
| Año                | Lugar                          | Medalla            | Competición        |
| ------------------ | ------------------------------ | ------------------ | ------------------ |
| 2005               | Penrith (Australia)            | Medalla de oro     | C1 por equipos     |
| 2007               | Foz do Iguaçu (Brasil)         | Medalla de oro     | C1 por equipos     |
| 2011               | Bratislava (Eslovaquia)        | Medalla de oro     | C2 por equipos     |
| 2014               | Deep Creek (Estados Unidos)    | Medalla de oro     | C2 por equipos     |
| Campeonato Europeo |                                |                    |                    |
| Año                | Lugar                          | Medalla            | Competición        |
| 2007               | Liptovský Mikuláš (Eslovaquia) | Medalla de plata   | C1 individual      |
| 2007               | Liptovský Mikuláš (Eslovaquia) | Medalla de bronce  | C1 por equipos     |
| 2011               | Seo de Urgel (España)          | Medalla de plata   | C2 individual      |
| 2013               | Cracovia (Polonia)             | Medalla de oro     | C2 individual      |
| 2013               | Cracovia (Polonia)             | Medalla de oro     | C2 por equipos     |
| 2014               | Viena (Austria)                | Medalla de plata   | C2 por equipos     |